# 요시다촌 (군마현)
요시다촌(일본어: 吉田村)은 일본 군마현 간라군에 설치되었던 촌이다.